# Mary G. Ross
Mary Golda Ross (9 de agosto de 1908-29 de abril de 2008) fue la primera mujer ingeniera nativa americana. Fue una  de los 40 ingenieros fundadores de Skunk Works, y conocida por su trabajo en Lockheed Corporation en "Diseño preliminar de conceptos para el viaje espacial interplanetario, vuelos tripulados y no tripulados alrededor de la Tierra, estudios tempranos de satélites de órbita, tanto para defensa como para motivos civiles."

## Educación y primeros años
Mary G. Ross nació en la pequeña ciudad de Park Hill, Oklahoma, la segunda de cinco niños de William Wallace y Mary Henrietta Moore Ross. Fue la bisnieta del Jefe Cherokee John Ross. "Una niña dotada,  fue enviada para vivir con sus abuelos en la capital de la Nación Cherokee de Tahlequah para asistir al colegio."
Cuando cumplió 16 años ingresó a la Northeastern State Teachers' College en Tahlequah. Obtuvo un bachillerato de grado en matemáticas en 1928, a la edad de 20 años.
Recibió su título de maestría de la Colorado State Teachers College en Greeley en 1938, donde tomó "cada clase de astronomía que tuvieron."

## Carrera
Ross enseñó matemática y ciencia en escuelas del área rural de Oklahoma durante nueve años, mayoritariamente durante la Gran Depresión.
A los 28 años de  edad, tomó el examen de servicio civil para trabajar para la Agencia de Asuntos indios (BIA) en Washington, D.C., como empleada estadística. En 1937, fue re-asignada como consejera de niñas en la Santa Fe Indian School, un internado indio-americano en Santa Fe, Nuevo México. En agosto de 1938 completó los requisitos para su título de maestría en la Colorado State College of Education en Greeley; Mary había tomado clases en veranos mientras  trabajaba como profesora. Tomó clases de astronomía allí además de leer extensamente en su área por excelencia, las matemáticas.
Ross se mudó a California en 1941 para buscar trabajo después de que EE. UU. se uniera a la Segunda Guerra Mundial, siguiendo el consejo de su padre.

Ross fue contratada como matemática por Lockheed en 1942.

Se le asignó trabajar con el personal de ingeniería sobre dos cuestiones: los efectos de presión en el Lockheed P-38 Lightning — el primero en ir a más de 400 millas por hora — cuando  se acerca a la barrera de sonido, y mejorar la aeroelasticidad de aquel primer avión tan grande, que debía ser tratado como cuerpo flexible. En aquel entonces, Ross ya sabía que el trabajo interplanetario era lo que más disfrutaba, pero  pensó, "Si lo hubiera mencionado en 1942, mi credibilidad habría sido cuestionada."

"A menudo por la noche  había cuatro de nosotros trabajando hasta las 11 p.m.," recordó más tarde. "Era la chupatintas, hacía mucha investigación. Mis herramientas de última generación eran una regla de deslizamiento y una computadora Friden."
Después de la guerra, Lockheed la envió a UCLA para una certificación profesional en ingeniería. "Estudié matemática para ingeniería moderna, aeronáutica y mecánica de misiles y celeste." Era poco usual para una compañía contratar a una mujer para trabajo durante la guerra, mantener aquella mujer una vez que la guerra acabó; "Oro" Ross continuó trabajando para Lockheed.

En 1952,  Mary Ross se unió al Programa de Desarrollo Avanzado de Lockheed, en el entonces secreto Skunk Works, donde  trabajó en "conceptos de diseño preliminar para viaje espacial interplanetario, vuelos tripulados y no tripulados alrededor de la Tierra, estudios tempranos de satélites de órbita, tanto para defensa como para motivos civiles." Trabajó en el proyecto de misil de Agena, y en conceptos de diseño preliminar para "vuelos de reconocimiento a Venus y Marte."

La mayoría de las teorías y artículos que surgieron del grupo, incluyendo aquellos escritos por Ross, todavía son clasificados. Como dijo al diario de su alma máter en la década de 1990, "tomábamos el conocimiento teórico y lo hacíamos realidad." Una de las funciones seminales de Ross fue como una de los autores del Manual de Vuelo Planetario Vol. III de la NASA, sobre viaje espacial a Marte y Venus ...

Cuando el programa de misil americano maduró, la señorita Ross se encontró investigando y evaluando viabilidad y rendimiento de misil balístico y otros sistemas de defensa. También estudió la distribución de la presión causada por olas del océano y cómo  afecta vehículos lanzados desde un submarino. Su trabajo en 1958 se enfocó en órbitas de satélite y la serie de cohetes de Agena, que jugó tan prominente función en el programa Apolo de viaje a luna durante la década de 1960 y 1970. En su rol de ingeniera de sistemas avanzados, la señorita Ross trabajó en el  vehículo de reingreso Polaris y en sistemas de ingeniería para vuelos espaciales tripulados.

"Era simplemente uno de los tipos," dijo Norbert Hill, quién conoció a Ross cuando  él era director ejecutivo  de la American Indian Science and Engineering Society. "Era tan inteligente como el resto de ellos y podía defenderse sola."
En 1958,  apareció en el espectáculo televisivo Cuál es Mi Línea?. Le llevó cierto tiempo a los participantes  adivinar que  ella era la persona  que "Diseña Misiles de Cohete y Satélites (Aeronave Lockheed)."

## Vida más tardía
Después de retirarse en 1973, Mary Ross vivió en Los Altos, California, y trabajó para reclutar mujeres jóvenes y juventud nativo-americana a carreras de ingeniería. Desde la década de 1950,  se convirtió en miembro  de la Sociedad de Ingenieros de Mujeres. Ella también dio su apoyo a la Sociedad de Indio-Americanos en Ciencia e Ingeniería (AISES), y en el Consejo de Tribus de Recurso de la Energía.
A los 96 años de edad, llevando su "primer vestido tradicional Cherokee" de verde calico, hecho por su sobrina, participó en las ceremonias de apertura del Museo Nacional del indio americano en Washington D. C. A su muerte en 2008, dejó una dotación de $400,000 a aquel museo.

## Premios y reconocimientos
- La Sala la Fama del Consejo de Ingeniería de Silicon Valley, 1992
- Mujer de península del Año, por la sociedad de comunicaciones de las mujeres Theta Sigma Phi
- Premios de consecución de la Ciencia india americana y Sociedad de Ingeniería y del Consejo de Tribus de Recurso de la Energía
- El premio del Examinador de San Francisco para Mujer de Distinción, 1961
- Mujer de Premio de Consecución, California Federación Estatal de Clubes Empresariales y Profesionales, 1961
- Excepcional alumna premios de su primer dos alma maters
- Amigo y miembro de vida de la Sociedad de Ingenieros de Mujeres. La Sección de Valle del Santa Clara "estableció una beca en su nombre."
- Google Doodle el 9 de agosto de 2018[12][13]